# Yebekolo (langue)
Pour les articles homonymes, voir Yebekolo.
Le yebekolo (ou yabekolo) est une langue bantoue parlée au Cameroun, dans la région du Centre, au nord du département du Nyong-et-Mfoumou. C'est un dialecte du Bulu[réf. incomplète]. Il fait partie du continuum linguistique des langues beti.
Il n'existe pas de tradition écrite. Les locuteurs sont principalement des habitants de villages ou de petites villes, tout particulièrement dans la ville d'Ayos. Leur nombre exact n'est pas connu.